# هورين
هورين، قرية رئيسية تابعة لمركز بركة السبع التابع لمحافظة المنوفية في جمهورية مصر العربية.

## التاريخ
قرية هورين من القرى القديمة، حيث وردت باسم «هورين تطايه» في أعمال جزيرة قوسينا ضمن قرى الروك الصلاحي التي أحصاها ابن مماتي في كتاب قوانين الدواوين، كما وردت باسم «هورين تطايه» في أعمال الغربية ضمن قرى الروك الناصري التي أحصاها ابن الجيعان في كتاب «التحفة السنية بأسماء البلاد المصرية». وفي العصر العثماني وردت باسم «هورين تطايه» في التربيع العثماني الذي أجراه الوالي العثماني سليمان باشا الخادم في عصر السلطان العثماني سليمان القانوني ضمن قرى ولاية الغربية، وفي تاريخ 1228هـ/1813م الذي عدّ قرى مصر بعد المسح الذي قام به محمد علي باشا باسم «هورين» ضمن قرى مديرية الغربية. ويُذكر أن قرية هورين عند تأسيس مركز بركة السبع، اقتطعت القرية من مركز السنطة في محافظة الغربية، وضمت لمركز بركة السبع حديث الإنشاء..

## السكان
بلغ عدد سكان هورين 17,711 نسمة، حسب الإحصاء الرسمي لعام 2006.